# 矢の目ダム
矢の目ダム（やのめダム）は栃木県那須郡那須町豊原にある那珂川水系黒川の支流板敷川に建設された灌漑専用ダムである。

## 概要
那須高原の東端福島県境白河市の近くの丘陵地に位置し、近くに同じく灌漑用の千振ダムがある。ダムの型式はアースダムで、高さは29.0 mだが、一見するとロックフィルダムのように見える。灌漑を目的としており、少雨時の灌漑に威力を発揮している。管理担当は那須町ダム管理所。
2017年より、観光地として活用する案を町が協議した結果、試験的にカヌーやサップを使った体験型ツアーが実施されることになった。